# Big Brother Bot
Big Brother Bot, souvent abrégé « B3 », est un bot qui effectue des travaux automatiques d'administration de serveurs de jeux. Il est écrit en Python et distribué sous la licence libre GNU GPL 2.
Ce logiciel peut enregistrer toute l'activité des joueurs d'un serveur, de leur date de première visite, leur adresse IP à leur nombre de connexions au serveur. Des plugins sont également disponibles pour étendre les fonctionnalités du robot.
Les jeux actuellement supportés sont Call of Duty, Call of Duty 2, Call of Duty 4: Modern Warfare, Call of Duty: World at War, Call of Duty: Modern Warfare 2, Call of Duty: Black Ops, Urban Terror, World of Padman, Wolfenstein: Enemy Territory, Smokin' Guns, Battlefield: Bad Company 2, Medal of Honor et OpenArena.